# Frank Farian

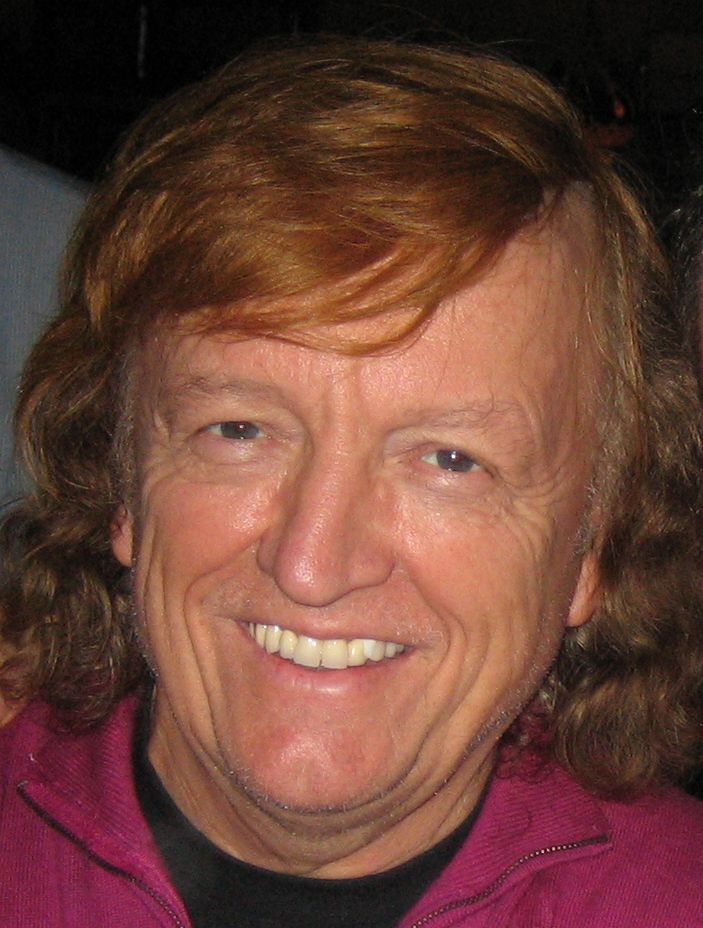
Frank Farian (2008)

Frank Farian (* 18. Juli 1941 als Franz Reuther in Kirn; † 23. Januar 2024 in Miami) war ein deutscher Musikproduzent, Komponist und Sänger. Er zählte zu den kommerziell erfolgreichsten deutschen Musikproduzenten und gründete Gruppen wie Boney M. und Milli Vanilli. Seine Produktionen verkauften sich weltweit über 800 Millionen Mal.

## Leben
Farian wurde im Kriegsjahr 1941 im Kreis Bad Kreuznach geboren. Im selben Jahr fiel sein Vater, Kürschner von Beruf, als Soldat an der Ostfront. Farian wuchs mit zwei älteren Geschwistern in Saarbrücken-Altenkessel bei seiner Mutter, der Lehrerin Cäcilia Reuther (1912–2001), auf. Wegen seines Gesangstalents brachte sie ihn zum Kirchenchor. Im Alter von zwölf Jahren erhielt er eine Gitarre geschenkt, auf der er sich selbst das Spielen beibrachte. Nach dem Abschluss der Volksschule machte er eine Lehre zum Koch und arbeitete in Saarbrücken, Lindau, Splügen und im luxemburgischen Ettelbrück. Dabei kam er mit GIs und Rock ’n’ Roll in Kontakt. Nach dem Auftritt einer Band in Ettelbrück war er so begeistert, dass er seine Arbeit als Koch aufgab, Musikinstrumente kaufte und eine Band gründete.
Er zog 1961 nach Elversberg, wo er im Dachgeschoss ein kleines Tonstudio hatte. 1967 eröffnete er im saarländischen St. Ingbert mit seiner Frau Brigitte zunächst das Hoch Trepp und später die Diskothek Rendezvous. In den beiden Diskotheken wurden seine Bands und Songs in der Öffentlichkeit getestet.
Nahe bei Elversberg richtete Farian ein Tonstudio im saarländischen Schüren ein, und nachdem er einige Lieder in Offenbach-Bieber unter anderem mit Boney M. produziert hatte, erwarb er in Rosbach vor der Höhe ein Anwesen mit Wohnhäusern, Schwimmbecken und einem Studio, das er bis zu seinem Tode nutzte. Später besaß er weitere Tonstudios in Brüssel, Miami und auf Ibiza.
Aus der 1967 geschlossenen und 1992 geschiedenen Ehe mit Brigitte stammen ein Sohn und die Anfang der 80er geborene Musikerin und Musicalproduzentin Nicole Reuther. Während der von 1988 bis 1998 währenden Beziehung mit seiner Assistentin Ingrid „Milli“ Segieth bekam er 1997 mit dem deutsch-nigerianischen Model Chinya Onyewenjo eine Tochter und 2007 eine weitere Tochter. Nach 15 Jahren Beziehung trennte er sich 2012 von Onyewenjo und war danach mit deren Freundin Angie liiert.

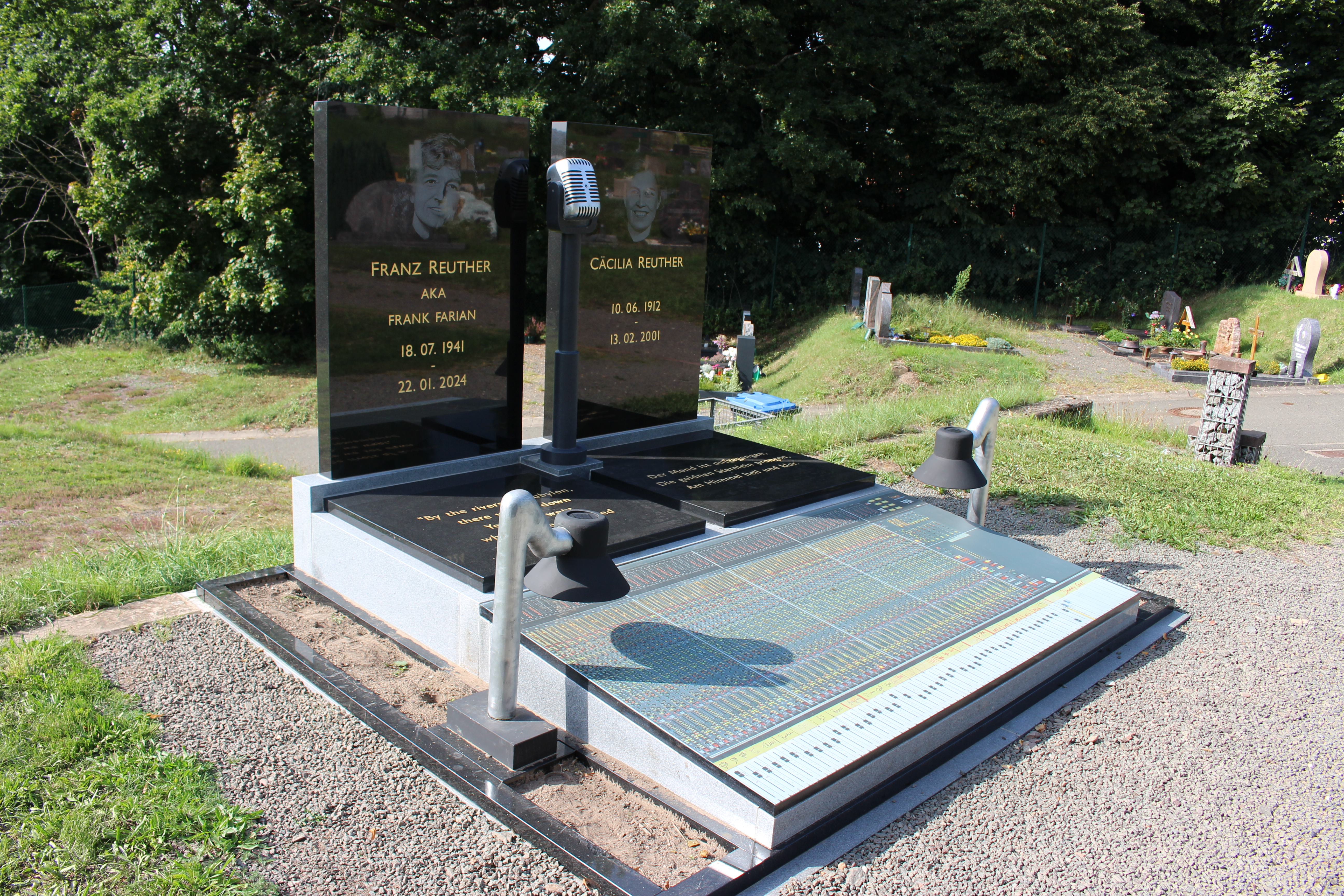
Frank Farians Grab auf dem Friedhof Gänsberg in Spiesen-Elversberg (Saarland)

Frank Farian starb am 23. Januar 2024 im Alter von 82 Jahren in Miami. Er wurde in der Gemeinde Spiesen-Elversberg auf dem Friedhof Gänsberg im Saarland neben seiner Mutter Cäcilia Reuther beerdigt.

## Musikalisches Schaffen

### Sänger
In Elversberg trat er mit seiner eigenen Band unter dem Namen Frankie Farian und die Schatten auf, zum ersten Mal am zweiten Weihnachtstag 1962 im Gasthaus Kräber; dort und in anderen Tanzsälen coverten sie gängige US-Titel, Beat- und Soulnummern. Seine erste Platte Shouting Ghost produzierte er 1963 und vertrieb sie selbst. Im gleichen Jahr trat die Gruppe live bei Clay Sherman († 1982) im Saarländischen Rundfunk auf, und 1964 gab es einen Drei-Tage-Auftritt im Star-Club, ehe es dann ab 1965 still um die Band wurde.
Danach verschrieb sich der verschuldete Farian als Solist dem für ihn finanziell aussichtsreicheren Schlager. Er sang Titel wie Dana My Love (1969), So muss Liebe sein (1973), eine Version des Jazzstandards Smoke Gets in Your Eyes, und eine Coverversion des Country-Songs Rocky, die 1976 Platz eins der deutschen Hitparade erreichte. Mit sieben Liedern trat er von 1969 bis 1977 neunmal in der ZDF-Hitparade auf.

### Komponist und Produzent
Ab Mitte der 1970er Jahre war Farian Produzent von Popmusik.
  Seine produktive Zeit als Komponist und Musikproduzent begann mit der Band Les Copains. Danach gründete er weltweit erfolgreiche Gruppen wie Boney M. und Milli Vanilli.
Die erste Single von Boney M. erschien 1975, und erst danach fand Farian über eine Künstleragentur die Mitglieder der Gruppe. Seine größten Erfolge als Produzent hatte Farian 1978 mit der Single Rivers of Babylon und mit dem Album Nightflight to Venus von Boney M. Die Gruppe war nicht nur in den westlichen Nationen erfolgreich, sondern auch auf dem gesamten afrikanischen Kontinent und in der Karibik. Bereits bei Boney M. waren mit Liz Mitchell und Marcia Barrett nur zwei der vier Gruppenmitglieder an den Aufnahmen beteiligt gewesen; die männliche Stimme kam von Farian selbst. Bei Bühnenauftritten für das Fernsehen bewegte Bobby Farrell, der Tänzer der Gruppe, seine Lippen zu Farians Gesang vom Band, bei Live-Konzertauftritten sang Farrell selbst.
Zwischen 1977 und 1980 produzierte er die britische Gruppe Eruption. Mit dem Projekt Far Corporation, an dem unter anderem Bobby Kimball, David Paich, Robin McAuley und Steve Lukather von der US-Band Toto sowie der Schlagzeuger Curt Cress und Leslie Mandoki beteiligt waren, spielte Farian überwiegend Rockklassiker wie Stairway to Heaven von Led Zeppelin, Sebastian von Cockney Rebel und Mother and Child Reunion von Paul Simon ein. Stairway to Heaven war dabei mit dem achten Platz in der britischen Hitparade (1985) der größte Erfolg.
Auch bei Milli Vanilli waren 1988 erste Lieder bereits eingespielt und fertig produziert, bevor die Gruppe, die aus zwei Tänzern bestand, zusammengestellt wurde. Keines ihrer Lieder wurde von dem Duo selbst gesungen. Als dies Ende 1990 bekannt wurde, führte es zu einem Skandal, und den beiden vermeintlichen Sängern, Fab Morvan und Rob Pilatus, wurde der Grammy aberkannt. Die Karriere von Pilatus und Morvan war damit faktisch beendet; Farian hingegen gelang es wenig später, als Produzent des Dance-Projekts La Bouche erneut erfolgreich zu sein, dessen größter Hit 1995 die Single Be My Lover war; diesmal achtete Farian aber darauf, dass in den Videos die tatsächlichen Sänger auftraten.
Nach rund 30-jähriger Zusammenarbeit endete 2004 das Vertragsverhältnis zwischen Farian und Hansa (Ariola-Sony BMG). Zwei Jahre später unterschrieb er einen neuen Vertrag bei Sony BMG Deutschland.
Im September 2006 hatte in London das Musical Daddy Cool Premiere, in dem Farian nicht nur viele Hits von Boney M., sondern auch solche von Milli Vanilli, Eruption, No Mercy und La Bouche verarbeitete. Im Frühjahr 2007 kam Daddy Cool auch nach Berlin. Danach arbeitete Farian an dem Projekt Daddy Cool Kids, bei dem auch eine seiner Töchter mitsang.

## Verfilmung
In der Filmbiografie Girl You Know It’s True mit Matthias Schweighöfer als Frank Farian wird die Geschichte rund um Milli Vanilli aufbereitet. Der Film kam im Dezember 2023 in die Kinos.

## Diskografie
Studioalben
| Jahr                | Titel Musiklabel                         | Anmerkungen                            |
| ------------------- | ---------------------------------------- | -------------------------------------- |
| 1971                | So ein Tag Hansa Musik Produktion        | Erstveröffentlichung: 1971             |
| 1973                | So muß Liebe sein Hansa Musik Produktion | Erstveröffentlichung: 1973             |
| 1976                | Rocky Hansa Musik Produktion             | Erstveröffentlichung: Februar 1976     |
| als Far Corporation |                                          |                                        |
|                     |                                          |                                        |
| 1985                | Division One Ariola • IMP                | Erstveröffentlichung: 1985             |
| 1994                | Solitude MCI                             | Erstveröffentlichung: 31. Oktober 1994 |

## Autorenbeteiligungen und Produktionen (Auswahl)
- Boney M.
- Bobby Farrell (King of Dancing/I See You)
- Milli Vanilli
- La Bouche
- No Mercy
- Terence Trent D’Arby & The Touch
- Lorielle London
- Try ’n’ B
- Zorro (alias Ricky Shayne)
- Michael Holm
- Meat Loaf
- Eruption
- Precious Wilson
- Gilla
- Charly Marks
- Daddy Cool Kids
- Benny
- Duck Sauce
- Lusthansa
- Daniel Lopes
- Bianca
- Jacqueline Nemorin

## Auszeichnungen
- Echo Pop
  - 1997: in der Kategorie „Lebenswerk“[16]
- Goldene Stimmgabel
  - 1983
- Goldene Europa
  - 1977, 1979
- Löwe von Radio Luxemburg
  - 1976: „Silber“ (Rocky)
- RSH-Gold
  - 1990[17]
  - 1998[18]

## Veröffentlichungen
- Frank Farian, Reginald Rudorf, Dieter Kaltwasser: Stupid Dieser Bohlen. Die Wahrheit und nichts als die Wahrheit über den Pop-Hochstapler. Franks Kleiner Buchverlag, Berlin 2004, ISBN 3-9809531-0-6.